# District d'Argenton
Le district d'Argenton est une ancienne division territoriale française du département de l'Indre de 1790 à 1795.
Il était composé des cantons de Argenton, Chazelet, Cluis Dessus, Eguson, Gargilesse, Orsenne, Saint Benoit, Saint Gautier et Saint Marcel.